# リヴィウ - チョプ線
リヴィウ - チョプ線（ウクライナ語: Залізниця Львів - Чоп）は、ウクライナのリヴィウとチョプを結ぶ、複線の幹線鉄道である。この路線はカルパティア山脈を貫通してスロバキアとハンガリーの国境まで伸びる。チョプ駅でチェルナ（ティサ）方面のスロバキア鉄道網とザーホニ方面のハンガリー鉄道網がこの路線と接続する。ムカチェヴォから標準軌の軌間も設置されている。この路線はウクライナ鉄道、特にリヴィウ鉄道（ウクライナ語: Львівська залізниця）によって運営されている。

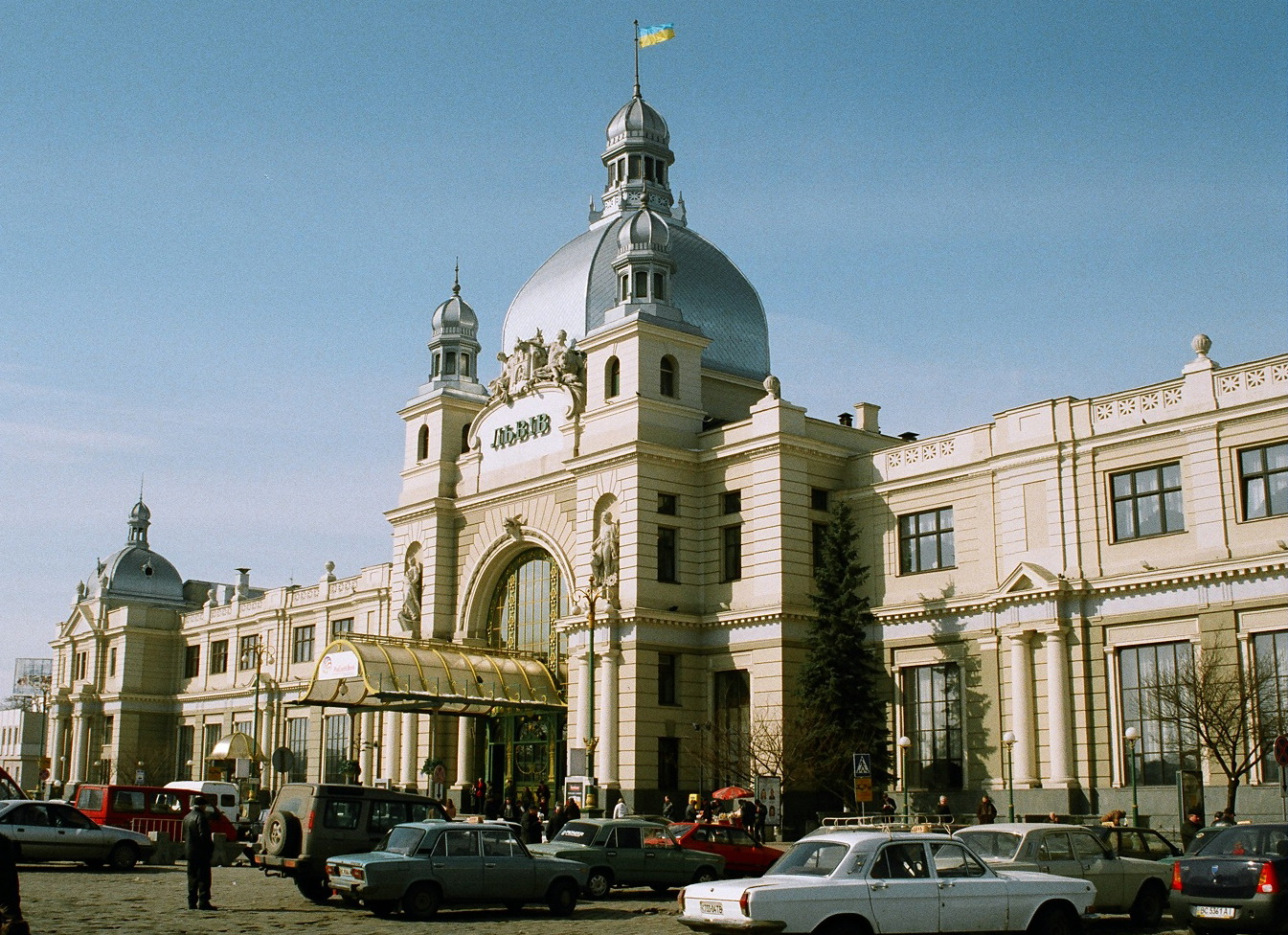
リヴィウ駅

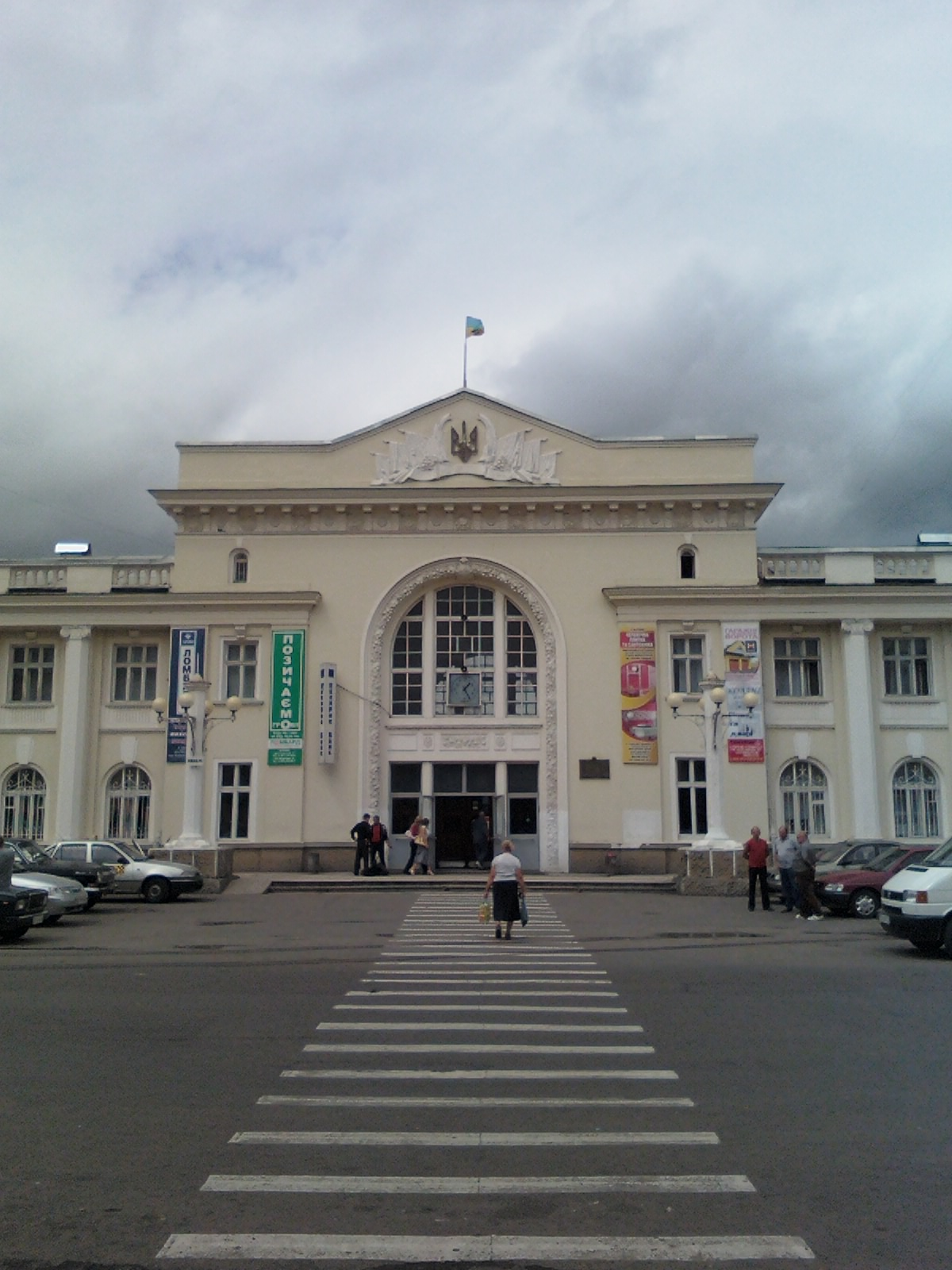
ストルイ駅

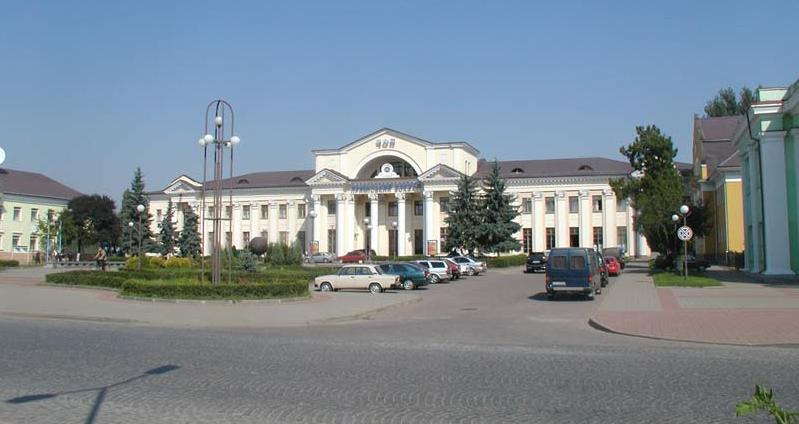
チョプ駅

## 歴史

### 大公アルブレヒト鉄道およびオーストリア帝国鉄道時代
レムベルク - ベスキッド区間はハンガリー王国とオーストリア帝国に属したガリツィア・ロドメリア王国の間の主要鉄道路線としてすでに計画された。レムベルクからストルイとスコールを経由してベスキッドのハンガリー国境に至る、鉄道の建設許可は、ポーランド侯爵のカリクストス・ポニンスキを代表としたコンソーシアムに、1871年10月22日に与えられた。1872年2月17日に帝国特認大公アルブレヒト鉄道（ドイツ語: k. k. priv. Erzherzog Albrecht-Bahn）が株式会社として設立され、この路線の建設・運営権を引き受けた。レムベルグからストルイまでの全長73.5キロメートル鉄道の建設工事は、地形が建設に容易だったため、急速に進行されて、1873年10月16日に完了した。しかし、ハンガリー方面の鉄道が建設されなくて、ガリツィア王国側には建設資金がなかったので、ベスキッドからハンガリー方面の鉄道建設は進まなかった。
1887年4月5日にストルイ - ベスキッド区間（全長79.3 km）の建設はオーストリア帝国鉄道が完了した。ガリツィア王国とハンガリー王国の国境に、カルパティア山脈尾根の障壁を克服するためにベスキッド・トンネルが建設された。開通当時にこの路線は標準軌で建設された。1891年に大公アルブレヒト鉄道はオーストリア帝国鉄道に引き受けられた。

### ハンガリー北東鉄道およびハンガリー国鉄時代
ハンガリー王国側の区間は、私設鉄道ハンガリー北東鉄道（ハンガリー語: Magyar Északkeleti Vasút, MÉKV）の主導で建設された。1872年10月24日にチャプ（今のチョプ）- バーテュー（今のバティヨヴォー）区間およびバーテュー - キラーリハーザ（今のコロレヴォー）区間が、同年12月4日にはバーテュー - ムンカーチ（今のムンカーサ）区間が開通された。ハンガリー北東部の貨物輸送はとても重要であったので、運賃統合の必要性から1890年に北東鉄道は結局国有化された。

### ポーランド区間とチェコスロバキア区間の分割
第一次世界大戦の終戦後、主要部分のリヴィウ - ベスキッド区間はポーランドの領土に入り、当時ポーランド国鉄によって運営されていた。以前のハンガリー王国の区間はチェコスロバキアに編入されて、チェコスロバキア鉄道によって運営された。
ハンガリーは、第一次ウィーン仲裁の結果、カルパティア・ウクライナの南部を占領したので、残りのコルチノとポーランドの国境区間は他の路線網から分離され、運営できなくなった。カルパティア・ウクライナ全体が鉄道で連結された後、ハンガリー国鉄が旧チェコスロバキア路線の運営権を引き受けた。
1939年の第二次世界大戦の開始直後にソビエト連邦がポーランド東部を占領したので、ポーランドの部分もソビエト連邦鉄道の所有となり、すぐに線路の軌間が変更された。しかし1941年の独ソ戦の後に軌間が元に戻されて、この路線はドイツ国営鉄道傘下の東部鉄道に属することとなった。

### 第二次世界大戦の終戦後
第二次世界大戦の終結により、ポーランド東部とカルパティア・ウクライナの両方がソビエト連邦に併合され、カルパティア山脈の国境統制は廃止された。ソビエト鉄道の主導下ですべての標準軌間の線路が広軌に転換されて、その以来、線路は広軌になっている。
ただし、スロバキアからルーマニアまで貨物輸送を妨げないために、チョプとバトヨウォ（ルーマニアのハルメウまで）の間に、広軌と標準軌を合わせて、4本の線路が設置されている。